# Лоракс
„Лоракс“ (на английски: The Lorax) е американска компютърна анимация от 2012 г., продукция на Illumination Entertainment и адаптация на едноименната детска книга на Доктор Сюс. Филмът е издаден от Universal Pictures на 2 март 2012 г., което би било 108-ият рожден ден на Сюс.
Втората адаптация на книгата (след анимационната телевизионен специален филм от 1972 г.), филмът надгражда книгата, като разширява историята на Лоракс и Тед, преди това неназованото момче, което посещава Стария еднократ. Актьорският състав включва Дани ДеВито като Лоракс, Ед Хелмс като Еднократът и Зак Ефрон като Тед. Въведени във филма нови герои са Одри, любовният интерес на Тед (озвучен от Тейлър Суифт), Алоишъс О'Хеър, зъл продавач на бутилиран въздух, (озвучен от Роб Ригъл), г-жа Уигинс, майката на Тед (озвучена от Джени Слейт) и Норма, бабата на Тед (озвучена от Бети Уайт).

## Дублажи

### Синхронен дублаж
| Роля           | Изпълнител |
| -------------- | --- |
| Млад еднократ  | Момчил Степанов |
| Стар еднократ  | Константин Лунгов |
| Лоракс         | Диян Мачев |
| Тед            | Иван Велчев |
| Майката на Тед | Цветослава Симеонова |
| Алоишъс        | Петър Върбанов |
| Одри           | Ева Данаилова |
| Баба Норма     | Латинка Петрова |
| Мари           | Калина Асенова |
| Други гласове  | Анатолий Божинов Венцислава Асенова Георги Стоянов Елена Бойчева Здравко Димитров Ивет Лазарова Мариета Петрова Надя Трифонова Румен Угрински Станимир Гъмов Христо Димитров |
| Хор            | Антоанета Георгиева Венцислава Стоилова Весела Делчева Даниела Стойкова Еделина Кънева-Лисичкова Атанас Сребрев Владимир Димов Явор Каров Ясен Зердев                        |

| Песен                   | Изпълнител |
| ----------------------- | --- |
| „Тнийдвил“              | Теодор Койчинов Антоанета Георгиева Еделина Кънева Малена Шишкова Петър Върбанов Явор Каров Хор                     |
| „Тези дървета“          | Момчил Степанов |
| „Нужда имаме от Тнийд“  | Атанас Сребрев Венцислава Стоилова Владимир Димов Малена Шишкова Момчил Степанов Хор                                |
| „Дали съм лош, не знам“ | Атанас Сребрев Момчил Степанов Хор                                                                                  |
| „Нека да расте“         | Теодор Койчинов Антоанета Георгиева Атанас Сребрев Весела Делчева Калина Асенова Латинка Петрова Петър Върбанов Хор |

| Обработка                   | Александра Аудио           |
| --------------------------- | -------------------------- |
| Режисьор на дублажа         | Георги Стоянов             |
| Преводач                    | Анелия Добрева             |
| Музикален режисьор          | Десислава Софранова        |
| Асистент музикален режисьор | Стефан Врачев              |
| Превод на песните           | Цветомира Цонева           |
| Тонрежисьори                | Петър Костов Пламен Чернев |
| Изпълнителен продуцент      | Васил Новаков              |
| Микс студио                 | Technicolor London         |

### Войсоувър дублаж
| Озвучаващи артисти  | Милица Гладнишка Светлана Смолева Иван Велчев Росен Русев Момчил Степанов |
| Преводач            | Даниела Славчева                                                          |
| Тонрежисьор         | Венелин Николов                                                           |
| Режисьор на дублажа | Добрин Добрев                                                             |